# Вада, Кикуо
Кикуо Вада (яп. 和田 喜久夫 Вада Кикуо, 1 марта 1951, Ниигата, Япония — 8 мая 2025, Нагаока, Ниигата, Япония) — японский борец вольного стиля, призёр Олимпийских игр.

## Биография
Родился в 1951 году в префектуре Ниигата. В 1970 году завоевал золотую медаль Азиатских игр. В 1971 году стал 5-м на чемпионате мира. В 1972 году на Олимпийских играх в Мюнхене стал обладателем серебряной медали.
Умер 8 мая 2025 года в больнице Нагаока Ниши в городе Нагаока в возрасте 74 лет.